# Rue Juiverie (Lyon)
Pour les articles homonymes, voir Rue Juiverie.
 (janvier 2015).
Si vous disposez d'ouvrages ou d'articles de référence ou si vous connaissez des sites web de qualité traitant du thème abordé ici, merci de compléter l'article en donnant les références utiles à sa vérifiabilité et en les liant à la section « Notes et références ».
La rue Juiverie est une rue piétonne pavée du quartier du Vieux Lyon, dans le 5e arrondissement de Lyon. D'orientation nord-sud, elle relie la place Saint-Paul à l'embranchement de la rue de la Loge et de la montée du Change.

## Origine du nom
Le nom rend hommage à la Juiverie, c’est-à-dire la population juive qui résidait dans la rue au Moyen Âge. La toponymie a la mémoire longue puisqu’ils ont été expulsés en 1379. Les dates sont difficiles à saisir en ces périodes sombres puisqu’ils auraient été chassés par Philippe le Bel en 1311.
La rue Juiverie est attestée en 1550, puisqu'elle est présente dans le Plan scénographique de Lyon. Elle a aussi été appelée rue Jurie en 1680. Auparavant, elle a porté le nom de rue de la Porcherie (1371).

## Histoire
Le site est occupé depuis l’époque romaine. Après la chute de l’Empire romain, puis à l’époque burgonde, la population de Lyon se rassembla dans le quartier qui resta au centre de Lyon jusqu’à la fin de la Renaissance. C'est le roi Louis le Débonnaire qui aurait donné l'autorisation officielle aux juifs de s'installer et de construire une synagogue. Une médaille l'attestait, retrouvée un peu plus haut dans la maison dite de la Bréda, puis perdue. En 1387, le roi émet un arrêt pour préciser la position des juifs vis-à-vis de la justice de Lyon, ils ne devaient pas prendre part à la garde mais verser leurs impôts.
En 1466, la filiale des Médicis est transférée de Genève à Lyon où ils louent une maison dans la rue. Charles VIII a fait son entrée dans Lyon le 7 novembre 1495 de retour d’Italie. À cette occasion il a participé à trois tournois, place de la Grenette, place des Cordeliers et place de la Juiverie. La transformation de la rue date des années 1490, il y avait alors un marché aux bestiaux qui gênait les riches négociants qui commençaient à faire bâtir leurs maisons. Ce marché est déplacé en 1490 rue de la Croix de Colle. La rue est alors devenue l'une des plus belles de Lyon.
Nostradamus y a vécu. Catherine de Medicis venait le consulter.

## Architecture

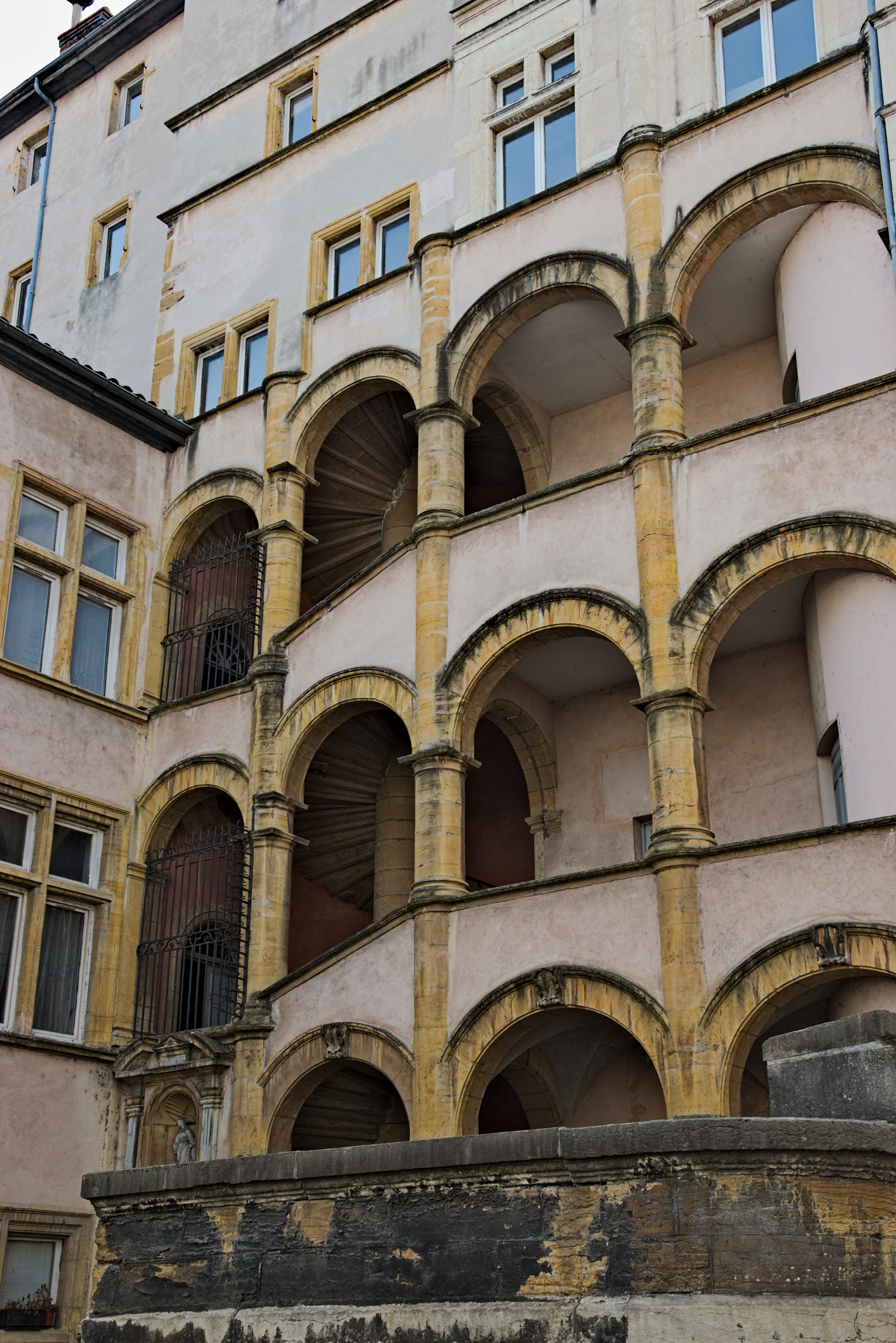
Hôtel Paterin (ou maison Henri IV) au n°4 rue de la Juiverie

La rue est entièrement pavée et légèrement tortueuse. L’ensemble des façades actuelles datent de la Renaissance sur des bases beaucoup plus anciennes.
En 1536, Antoine Bullioud, propriétaire de deux maisons au 8, rue Juiverie fait appel à l’architecte Philibert Delorme pour construire une galerie lui permettant de passer de l’une à l’autre. Ce dernier y a réalisé son chef d’œuvre et l’une des plus belles pièces d’architecture de Lyon.
Sous François Ier, Claude Paterin se fait construire une belle maison au n°4. Il n’a pas cherché à offenser son roi, puisque le buste de Henri IV dans la cour date du XIXe siècle. Cette maison, la première de la rue Juiverie a subi deux destructions partielles visant à favoriser les transports, l’élargissement de la montée Saint-Barthélemy et la ficelle de Loyasse dont il reste le bâtiment de la gare de départ. Du coup, on peut désormais admirer la statue du roi et l’escalier Renaissance depuis les premiers escaliers de la montée des Carmes Déchaussés ou en entrant dans la cour.
Il existe une traboule du n°5 jusqu'au 3 place Saint-Paul.
La plupart des façades sont belles et méritent d’être détaillées avec des fenêtres à meneaux ouvragés, des portes avec des sculptures cariatides soutenant l’imposte, des lions. Il convient de signaler plus particulièrement :
- au n°4 Hôtel Paterin (ou maison Henri IV)
- Au n°7 les petites statues de l’encadrement de porte et les fenêtres à meneaux.
- Au n°20 la Maison d'Étienne Grolier bâtie en 1493 avec dans l'allée, des sculptures d'animaux fantastiques et des feuillages.
- Au n°22 la Maison Baronnat où Jacques Barochat fit construire cette demeure en 1493, qui comprend des fenêtres à meneaux, des statues, et dans la cour une belle tourelle en encorbellement avec un puits.
- Au n° 23 la Maison Dugas, connue sous le nom de Maisons des têtes de lions avec son bel escalier dans la cour. Bâtie en 1617 par Jérôme Lentillon, sa façade avec bossages de style florentin décorés par 12 têtes de lions. Les Médicis y ont vécu. L’alchimiste parisien Nicolas Flamel indiquait que plusieurs trésors des juifs étaient cachés dans Lyon. Un des Gadagne, qui avait reçu Louis XIII, lui aurait avoué avoir trouvé un trésor dans cette maison.

Tout au long de la rue, on a ajouté les blasons de plusieurs échevins de la ville depuis Guy de la Mure en 1294 jusqu’à Jacques Imbert Colomès chassé par la Révolution. Après la Révolution, le rôle des échevins a été repris par les maires.
Il est bon de pousser les portes pour aller voir les escaliers, les galeries, les tours, les puits, les allées soutenues par des croisées d’ogives aux petites sculptures. Certains habitants ont accroché des gargouilles modernes à leurs fenêtres.

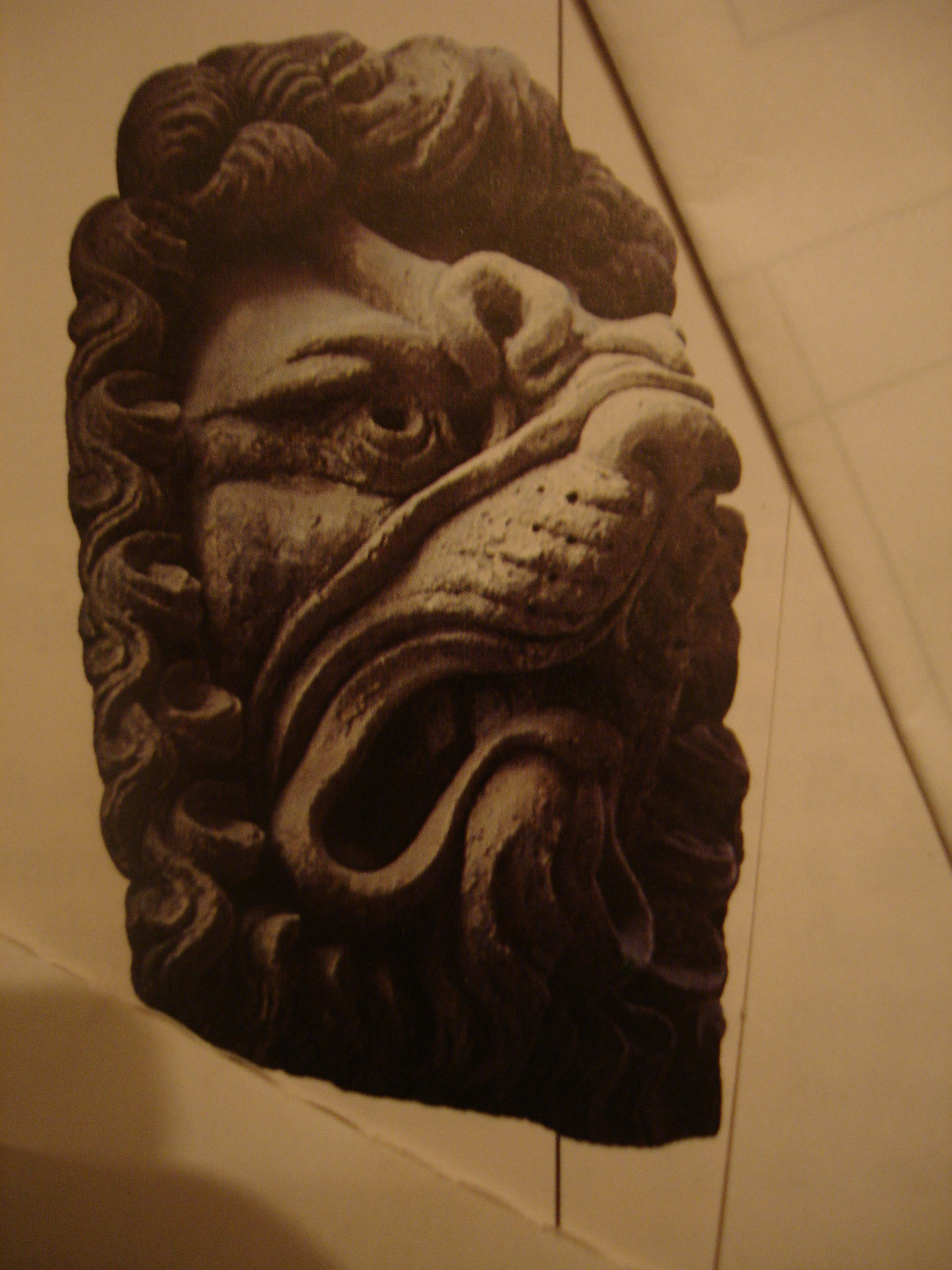
La tête de lion au numéro 28

### Galerie du 8 rue Juiverie
Au numéro 8 de la rue, un immeuble resté banal malgré une restauration faite en 1985, possède une grande cour au fond de laquelle Philibert Delorme a construit une œuvre maîtresse : une galerie dans laquelle il « manifeste pour la première fois son art de la synthèse ».
Le commanditaire, Antoine Bullioud, qui possédait deux immeubles, voulait les relier avec une galerie. Delorme crée des pavillons d'angle dont l'unique fonction est de rendre une harmonie visuelle, une idée préfigurant le classicisme. L'ensemble est à la fois antiquisant et inspiré de la Renaissance italienne.
Delorme reprend pour sa frise celle du théâtre de Marcellus à Rome, qui sera à son tour reprise dans de nombreux immeubles, ainsi que la Loge du Change et l'Opéra, ou encore le haut relief au phénix du 3 bis de la rue Saint-George.

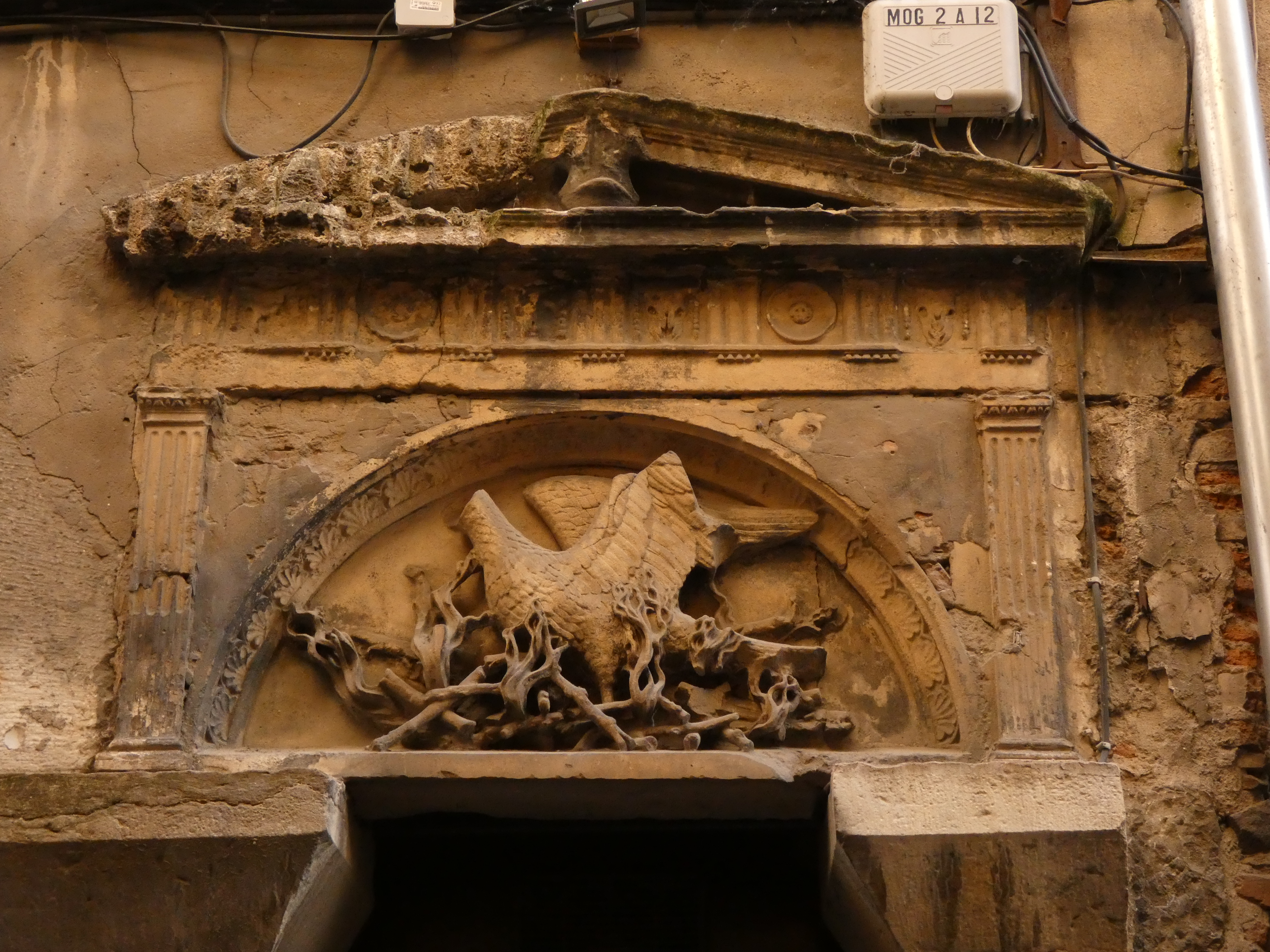
Haut-relief au phénix (3 rue Saint-Georges)

## Culture
Le célèbre film de Bertrand Tavernier, l'Horloger de Saint-Paul, a été tourné dans le quartier et a inspiré l'enseigne de l'actuel horloger de la rue.

## Art et associations
- On y trouve plusieurs théâtres :
  - L’âne rouge
  - Le petit jeu de paume dont un couplé à une école d’art dramatique l'Acting studio.
  - Le Trancanoir
- Trois galeries, un sculpteur, un magasin de musique

## Accessibilité
Ce site est desservi par les stations de métro Hôtel de Ville - Louis Pradel et Vieux Lyon - Cathédrale Saint-Jean.
- Ligne forte C3
- Lignes de bus C14, C19, C20 et 31
- Stations Vélo'v : Saint Paul (Gare) - Place Fousseret (Angle quai de Bondy) - Place Gerson (proche Quai Pierre Scize)